# Mária Karolina Auguszta nápoly–szicíliai királyi hercegnő
Bourbon–Szicíliai Mária Karolina (teljes nevén Mária Karolina Auguszta, olaszul: Maria Carolina di Borbone-Napoli, franciául: Marie-Caroline de Bourbon-Siciles; Bécs, 1822. április 26. – Twickenham, 1869. december 6.), a Bourbon-házból származó salernói hercegnő, Lipót, Salerno hercegének és Habsburg–Lotaringiai Mária Klementina főhercegnőnek egyetlen felnőttkort megért gyermeke, aki Henri d’Orléans herceggel kötött házassága révén Aumale hercegnéje.

## Élete

### Származása
Édesapja a Bourbon-házból származó Lipót János József nápoly–szicíliai (egyben spanyol) királyi herceg volt, Salerno hercege (1790–1851), I. Ferdinánd nápoly–szicíliai király és Mária Karolina osztrák főhercegnő legfiatalabb életben maradt fia.
Édesanyja a Habsburg–Lotaringiai-házból származó Mária Klementina Franciska Jozefa főhercegnő (1798–1881) volt, II. Ferenc német-római császár és Mária Terézia Karolina nápoly–szicíliai királyi hercegnő leánya, II. Lipót császár unokája, Lipót salernói herceg közvetlen unokahúga.
Szüleinek dinasztikus házasságából, amelyet Metternich kancellár ösztönzésére kötöttek 1816-ban, 4 gyermek született, de közülük hárman meghaltak röviddel születésük után, köztük az egyetlen fiú, Lajos (Luigi) herceg (*/† 1824). Csak egyetlen leányuk, Mária Karolina Auguszta hercegnő érte meg a felnőttkort.

### Házassága, utódai

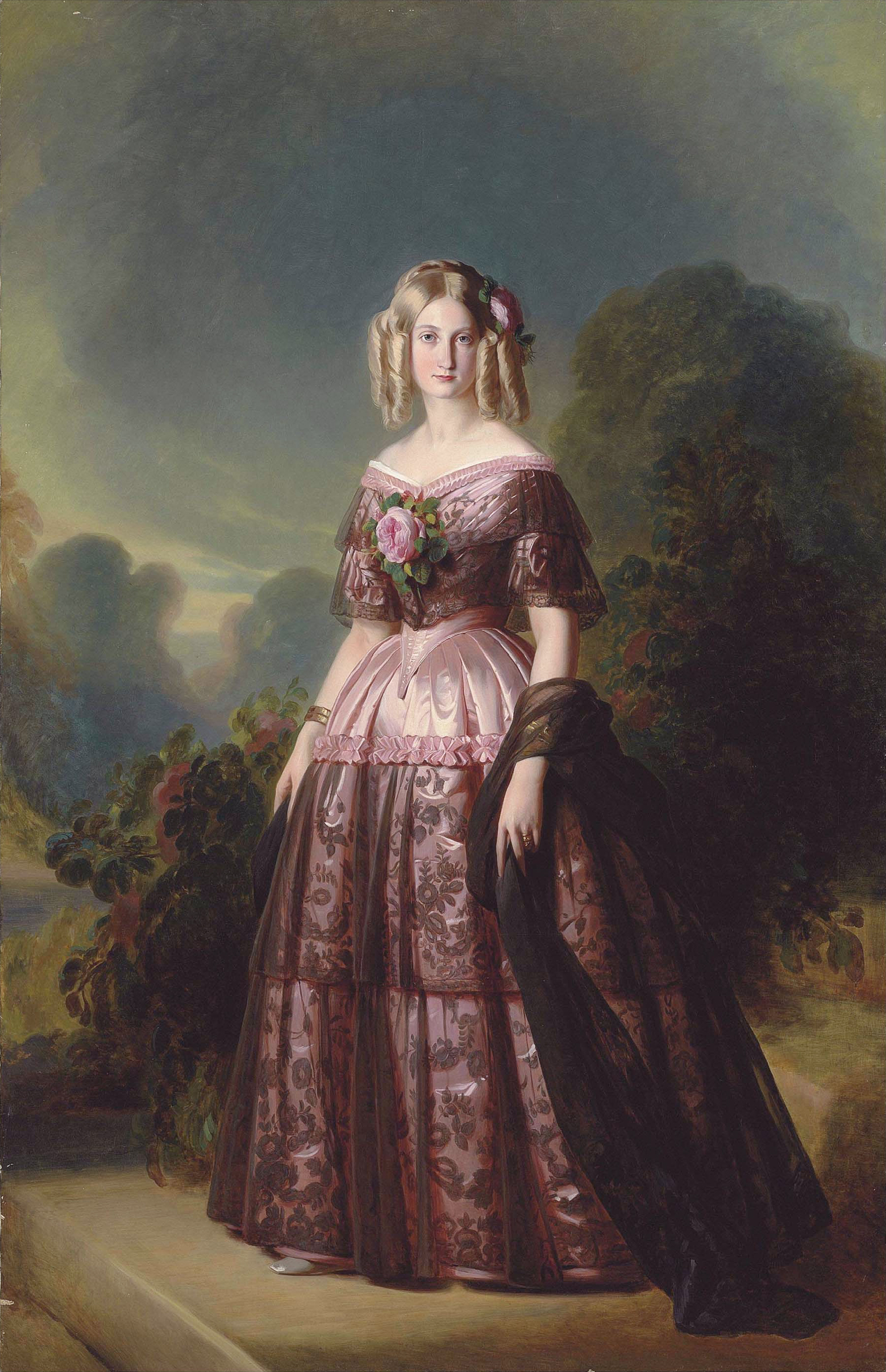
Mária Karolina salernói hercegnő (Franz Xaver Winterhalter festménye, 1846).

1844. november 25-én Nápolyban feleségül ment unokafivéréhez, Henri-Eugène-Philippe-Louis d’Orléans herceghez (1822–1897), Aumale hercegéhez, I. Lajos Fülöp francia király (1773–1850) és Mária Amália Terézia nápoly–szicíliai királyi hercegnő (1782–1866) ötödik fiához, a francia királyi hadsereg tábornokához. Henri herceg nagy szeretettel fordult felesége felé, leveleikben „én Linámnak” („ma Lina”) szólította.
Négy fiuk született, ketten élték túl a gyermekkort: 
- Louis Philippe d’Orléans, Condé hercege (1845–1866).
- Henri herceg (1847–1847) születésekor meghalt.
- François herceg (1852–1852) születésekor meghalt.
- François Louis d’Orléans, Guise hercege (1854–1872).

Mária Karolina Auguszta hercegnő egyfelől anyósának, Mária Amália Terézia királynénak révén saját férjének unokanővére (cousine germaine) volt, másfelől nagyanyjának, Mária Terézia Karolina császárnénak révén saját anyósának unokahúga is volt…

### Emigrációban
Első gyermekük, Louis Philippe már 1845-ben megszületett, Saint-Cloud-ban. Az 1848. februári forradalom nyomán hatalomra került köztársasági kormány azonban zár alá vette az Orléans-család vagyonát. Mária Karolina Auguszta hercegnő apósának, Lajos Fülöp királynak lemondásával és menekülésével egyidejűleg Henri Eugène d’Orléans herceg is Angliába utazott feleségével és legidősebb fiával, a hároméves Louis Philippe-pel együtt. 1850-ben, Lajos Fülöp király halála után beköltöztek a Twickenham mellett álló Orleans House-ba, amely az elhunyt király tulajdona volt. Aumale hercege itt politikai pamfletek írásával foglalkozott, közben gyűjtötte a francia királyi család szétszórt vagyontárgyait, páratlan irodalmi és műgyűjteményt épített fel.

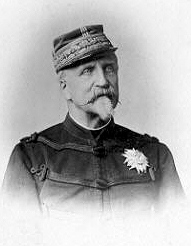
Henri-Eugène d’Orléans tábornok, Aumale hercege
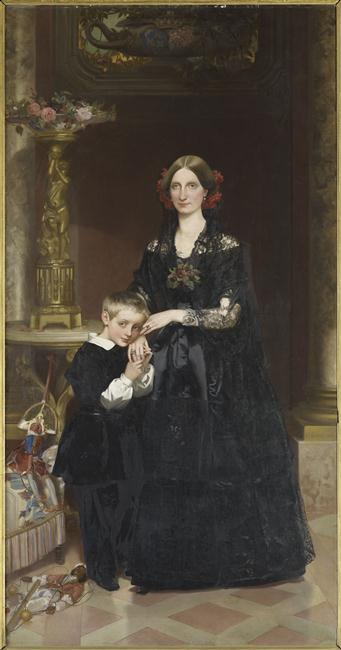
Mária Karolina a fiával, Louis-Philippe herceggel
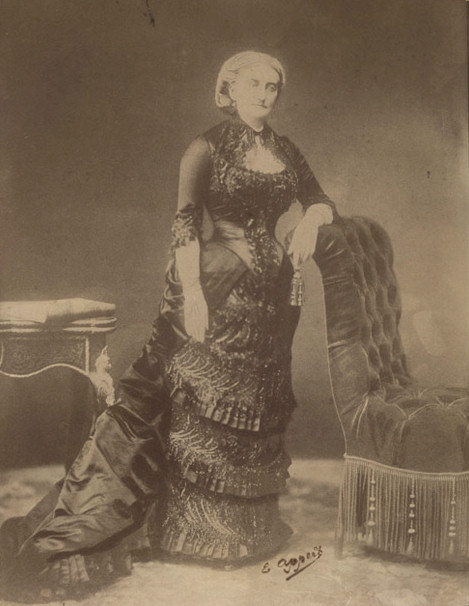
Mária Karolina hercegnő az 1860-as években).
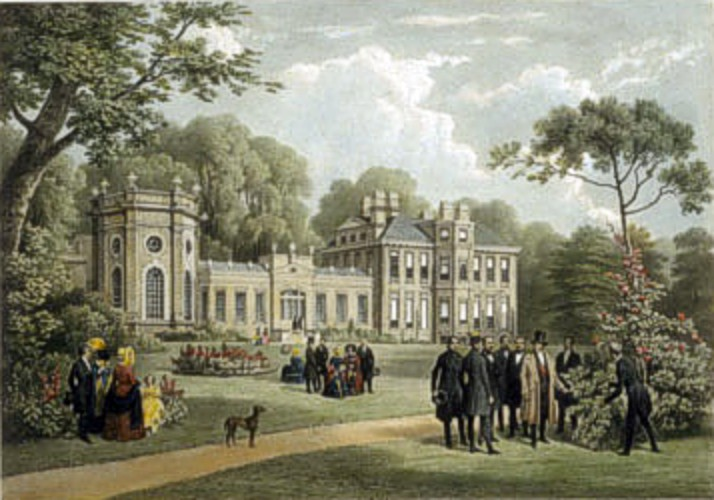
A twickenhami Orleans House (A.J.B. Bayot, 1844).

Mivel Aumale hercege tántoríthatatlan legitimista volt, a család a Bonaparte-házból való III. Napóleon hatalomra jutása (1852) után sem térhetett haza. Mária Karolina Auguszta hercegnő Viktória angol királynő unokanővére volt, emellett személyes jóbarátság is fűzte az uralkodóhoz, ez segítette beilleszkedésüket az angol úri társaságba, és könnyebbé tette a család életét. A hercegnő két kisebbik gyermeke már az twickenhami emigrációban született.
1866-ban elveszítette idősebbik fiát, Louis Philippe-et, Condé hercegét, aki 21 évesen egy utazás során Sydneyben tífuszt kapott és meghalt. Mária Karolinát megtörte a veszteség. Korábban szerzett tuberkulózisa elhatalmasodott, és 1869. december 6-án a twickenhami Orleans House-ban meghalt. 47 éves volt. Sohasem láthatta viszont párizsi otthonát. A weybridge-i Borromeo Szent Károly kápolnában temették el.

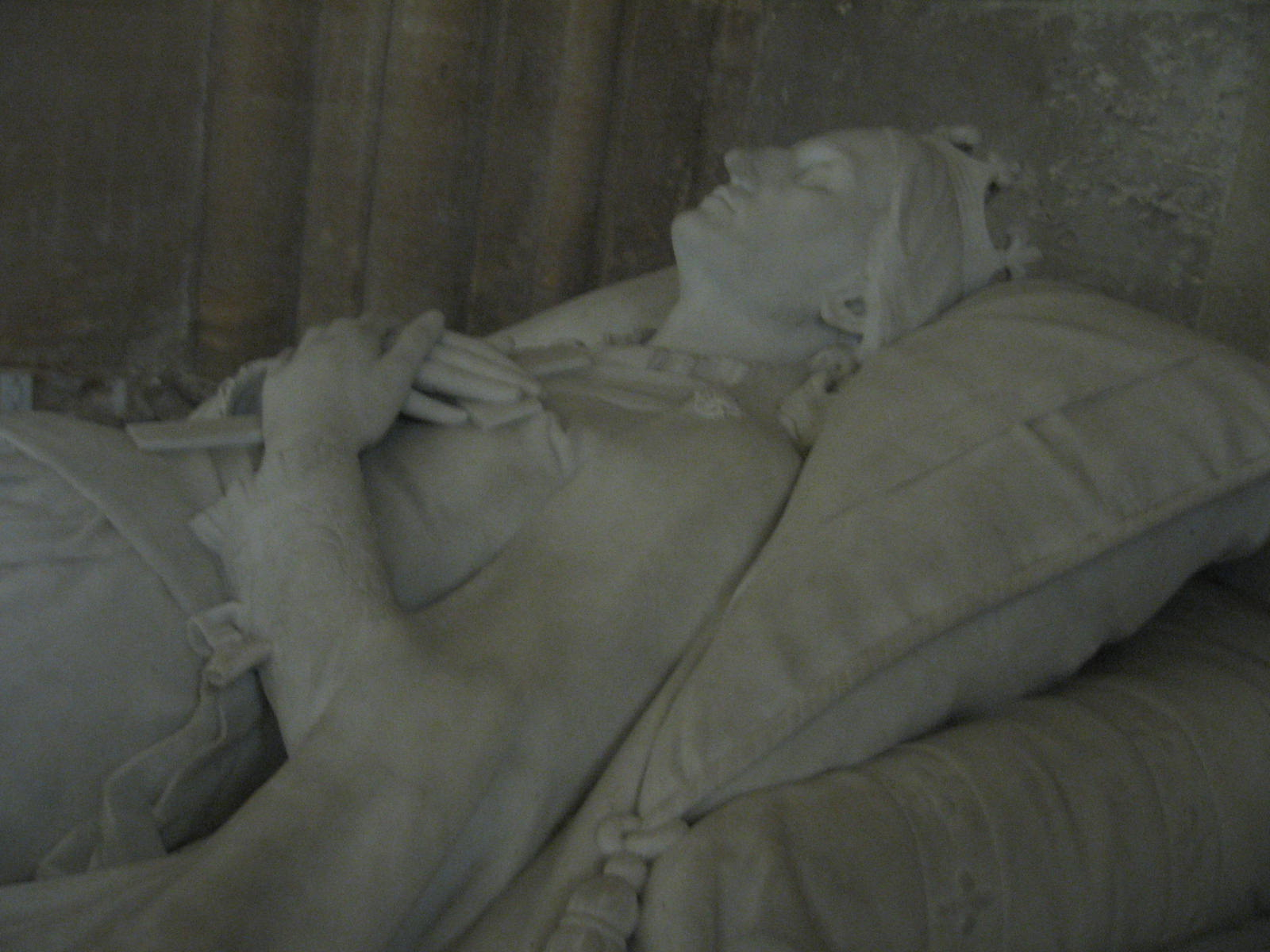
Mária Karolina márvány sírszobra a dreux-i Szent Lajos kápolnában (Charles Joseph Lenoir műve)

### Fejlemények halála után
Henri d’Orléans herceg nem nősült meg többé. 1870-ben a porosz–francia háború és a sedani katasztrófa hírére a harcedzett és hazafias érzelmű özvegy tábornok felajánlotta szolgálatait a Francia Császárságnak. Bátyjával, François Ferdinand d’Orléans tengernaggyal, Joinville hercegével együtt hazaindult Franciaországba, de visszatoloncolták, és csak 1871 végén térhetett haza, amikor a III. Napóleon császár által meghozott száműzetési törvényeket már eltörölték. Chantilly-i kastélyába költözött, amely csak úgy vészelhette át a vagyonelkobzást, hogy egy ismerős angol ingatlanügynök még idejében névleg megvásárolta. Henri herceg az elhunyt Mária Karolina hercegnő anyját, az özvegy Mária Klementina salernói hercegnét is ide költöztette. 1872-ben meghalt utolsó élő gyermeke, az emigrációban született François Louis d’Orléans, Guise hercege is.
1876-ban az özvegy herceg áthelyeztette feleségének hamvait a dreux-i Szent Lajos kápolnába, az Orléans-ház tagjainak temetkezőhelyére. Henri d’Orléans egyik fiának sem voltak gyermekei, így utódok nélkül halt meg 1891-ben. Felesége mellé temették, a dreux-i királyi kápolnában.

## Külső hivatkozások
- Mária Karolina Auguszta hercegnő életrajzi, családi adatai (Peerage.com). (angolul)
- A Salerno Palota Nápolyban. (olaszul).
- A nápolyi Bourbonok arcképcsarnoka. (angolul)
- Henri d’Orléans herceg élete és családja, archivált link. (franciául)